# قاضی هجیم آملی
قاضی هجیم یا هجیم آملی  از شاعران و ادبای سده ششم هـ.ق. در طبرستان است.
وی متولد شهر آمل بوده و در عصر سلجوقیان می‌زیسته‌است. مؤلف «فرهنگ سخنوران» وی را از شعرای عهد سامانیان می‌داند. او در ادبیات عربی و فارسی مهارت داشت و شاعری چیره‌دست و خوش بیان بود. در آمل از دنیا رفت در همان‌جا به خاک سپرده شد. او به پیروی از دقیقی در یکی از قصایدش، قصیده‌ای با لغات فارسی و عربی و طبری سروده که حدود هشتاد بیت است. از آثارش می‌توان به دیوان شعر وی اشاره نمود.